# Fernando Vallejo
Fernando Vallejo (ur. 24 października 1942 w Medellín), kolumbijski pisarz i reżyser, posiadający obywatelstwo meksykańskie.
Studiował filozofię na uniwersytecie w Bogocie, rozpoczął także studia biologiczne. Przez rok uczył się w akademii filmowej w Rzymie. Od 1971 mieszka w Meksyku, od 2007 jest obywatelem tego kraju. W Meksyku zrealizował trzy filmy Cronica roja (1979), Barrio de campeones (1981) oraz En la tormenta (1982). W Meksyku napisał również wszystkie swoje powieści, jednak ich akcja rozgrywa się z reguły w Kolumbii.
Jest autorem książek tworzących autobiograficzny cykl Rzeka czasu (El río del tiempo). W Polsce ukazał się pierwszy tom - Błękitne dni. Największy rozgłos przyniosły mu jednak utwory spoza cyklu, zwłaszcza opublikowana w 1994 Matka Boska Płatnych Morderców. Jest to historia homoseksualnego związku starszego mężczyzny z młodocianym zabójcą, tzw. sicario. Na podstawie powieści w 2000 powstał dramat kryminalny Matka boska morderców, nakręcony w Kolumbii przez Barbeta Schroedera.
Trzecią powieścią Vallejo wydaną w Polsce jest Mój brat alkad, opowieść o małym miasteczku Támesis, targanym politycznymi sporami. W Támesis odzwierciedlenie znajdują problemy współczesnej Kolumbii, choćby rywalizacja oddziałów paramilitarnych z partyzantami i resztkami karteli narkotykowych. Proza Vallejo może być trudna w odbiorze, jest gęsto okraszona wulgaryzmami i prowokacyjnymi rozważaniami. W 2003 powieść El desbarrancadero została nagrodzona Premio Rómulo Gallegos. Pisarz jest także autorem biografii oraz La tautología darwinista (1998), książki z dziedziny biologii.

## Polskie przekłady
- Błękitne dni (Los dias azules 1985)
- Matka Boska Płatnych Morderców (La virgen de los sicarios 1994)
- Mój brat alkad (Mi hermano el alcalde 2004)